# Mistrzostwa Europy w Zapasach 1912
Mistrzostwa Europy w zapasach 1912 – 10. nieoficjalne mistrzostwa Europy w zapasach (styl klasyczny). Zawody odbyły się w dwóch miastach – Budapeszcie oraz Wiedniu. Zarówno w Budapeszcie jak i w Wiedniu zawody wygrywali gospodarze mistrzostw.

## Zawody w Budapeszcie
| Kat. wagowa | Złoto           | Srebro       | Brąz               |
| ----------- | --------------- | ------------ | ------------------ |
| -60 kg      | József Pongrácz | Imre Kobor   | Alajos Gaál        |
| -67,5 kg    | Ödön Radvány    | Árpád Szántó | Theodor Schibilski |
| -75 kg?     | Tibor Fischer   | Søren Jensen | Viktor Salovaara   |
| -82,5 kg    | Emil Väre       | Árpád Miskey | József Sugár       |
| +82,5 kg    | Béla Varga      | Karl Paulini | Sándor Újlaki      |

### Tabela medalowa
| Poz. | Państwo              |   |   |   | Łącznie |
| ---- | -------------------- | - | - | - | ------- |
| 1    | Węgry                | 4 | 3 | 3 | 10      |
| 2    | Wlk. Ks. Finlandii   | 1 | 0 | 1 | 2       |
| 3    | Cesarstwo Niemieckie | 0 | 1 | 1 | 2       |
| 4    | Dania                | 0 | 1 | 0 | 1       |

## Zawody w Wiedniu
| Kat. wagowa | Złoto              | Srebro             | Brąz           |
| ----------- | ------------------ | ------------------ | -------------- |
| -60 kg      | Friedrich Scharrer | Hugo Müller        | Otto Wolf      |
| -70 kg      | Oskar Kaplur       | Rudolf Arsenschegg | Viktor Fischer |
| -85 kg      | Johann Trestler    | Julius Mönch       | Anton Prokop   |
| +85 kg      | Karl Bauernfeind   | Jakob Neser        | Franz Mileder  |

### Tabela medalowa
| Poz. | Państwo              |   |   |   | Łącznie |
| ---- | -------------------- | - | - | - | ------- |
| 1    | Cesarstwo Austrii    | 3 | 1 | 2 | 6       |
| 2    | Imperium Rosyjskie   | 1 | 1 | 1 | 3       |
| 3    | Cesarstwo Niemieckie | 0 | 2 | 1 | 3       |